# Лансдаун-Балтимор Хајландс (Мериленд)
Лансдаун-Балтимор Хајландс (енгл. Lansdowne-Baltimore Highlands) град је у америчкој савезној држави Мериленд.

## Демографија
По попису из 2000. године број становника је 15.724.
| Група             | 2000.          | 2010.    |
| Белци             | 11.689 (74,3%) | 0 (0,0%) |
| Афроамериканци    | 2.888 (18,4%)  | 0 (0,0%) |
| Азијати           | 292 (1,9%)     | 0 (0,0%) |
| Хиспаноамериканци | 557 (3,5%)     | 0 (0,0%) |
| Укупно            | 15.724         | 0        |